# Eyes on the Solar System
Eyes on the Solar System (EotSS) est un logiciel de simulation créé par le Jet Propulsion Laboratory (JPL) et lancé en 2010. Visant à représenter de manière réaliste des engins spatiaux, des planètes ainsi que d'autres aspects du Système solaire, les positions et orientations des engins spatiaux sont basées sur des données du JPL. Il est disponible sur de multiples plateformes,.

## Mars Science Laboratory
Eyes on the Solar System a été particulièrement sollicité lors de l’atterrissage du Mars Science Laboratory. À ce moment, le site a enregistré 739 000 visites supplémentaires ainsi qu'un téléchargement total de 20 téraoctets au cours du week-end suivant. Le moment de l'atterrissage de la sonde a été calculé à une fraction de seconde près.